# Manteniendo a las Familias Unidas
Manteniendo a las Familias Unidas (inglés: Keeping Families Together, siglas: KFT) es una política de inmigración de los Estados Unidos para que ciertos cónyuges no ciudadanos e hijastros no ciudadanos de ciudadanos estadounidenses soliciten el permiso de permanencia temporal en el país (parole in place). Fue anunciado por el presidente estadounidense Joe Biden mediante orden ejecutiva el 18 de junio de 2024 y se implementó el 19 de agosto de 2024. El programa está diseñado específicamente para proporcionar un camino hacia la residencia legal y la eventual ciudadanía a los cónyuges indocumentados de ciudadanos estadounidenses. Dieciséis estados de Estados Unidos, liderados por sus procuradores generales, presentaron una demanda impugnando la legalidad del programa, lo que llevó a la suspensión del programa hasta que los tribunales tomaran una decisión.
El 7 de noviembre de 2024, el juez federal estadounidense John Campbell Barker de Tyler, Texas, dictaminó que el programa no era ejecutable y era ilegal. Citando la sentencia final de su tribunal federal, Barker dictaminó que el presidente Biden carecía de autoridad del Congreso de los Estados Unidos para implementar el programa como política de inmigración.

## Antecedentes
La iniciativa sigue el modelo de la Acción Diferida para los Llegados en la Infancia (DACA, por sus siglas en inglés), iniciada en 2012 bajo el presidente Barack Obama. DACA ofrece protección temporal frente a la deportación y autorización de trabajo a determinadas personas que llegaron a Estados Unidos de niños sin documentación legal. Aunque el presidente Donald Trump intentó poner fin al programa, la Corte Suprema bloqueó este esfuerzo, permitiendo que DACA continúe.
Bajo el presidente Joe Biden, el aumento de los cruces de migrantes en la frontera entre Estados Unidos y México ha creado presión para encontrar soluciones. El 4 de junio de 2024, su administración implementó una ley para pausar el procesamiento de asilo en la frontera. El programa de Manteniendo a las Familias Unidas fue introducido el 18 de junio de 2024 para ayudar a aliviar la presión causada por la paralización del procesamiento de asilos.

## Desafíos legales
El caso está actualmente en revisión en el Tribunal de Distrito de Estados Unidos para el Distrito Este de Texas en Tyler, y se espera una decisión el 8 de noviembre de 2024.